# Jaskinia pod Iglicą
Jaskinia pod Iglicą – jaskinia w Dolinie Małej Łąki w Tatrach Zachodnich. Wejście do niej znajduje się w upłazie Zagonnej Turni, w jej północno-wschodniej ścianie, w pobliżu Jaskini nad Korytem i poniżej Szczeliny w Iglicy, na wysokości 1627 m n.p.m. Długość jaskini wynosi 18 metrów, a jej deniwelacja 3 metry.

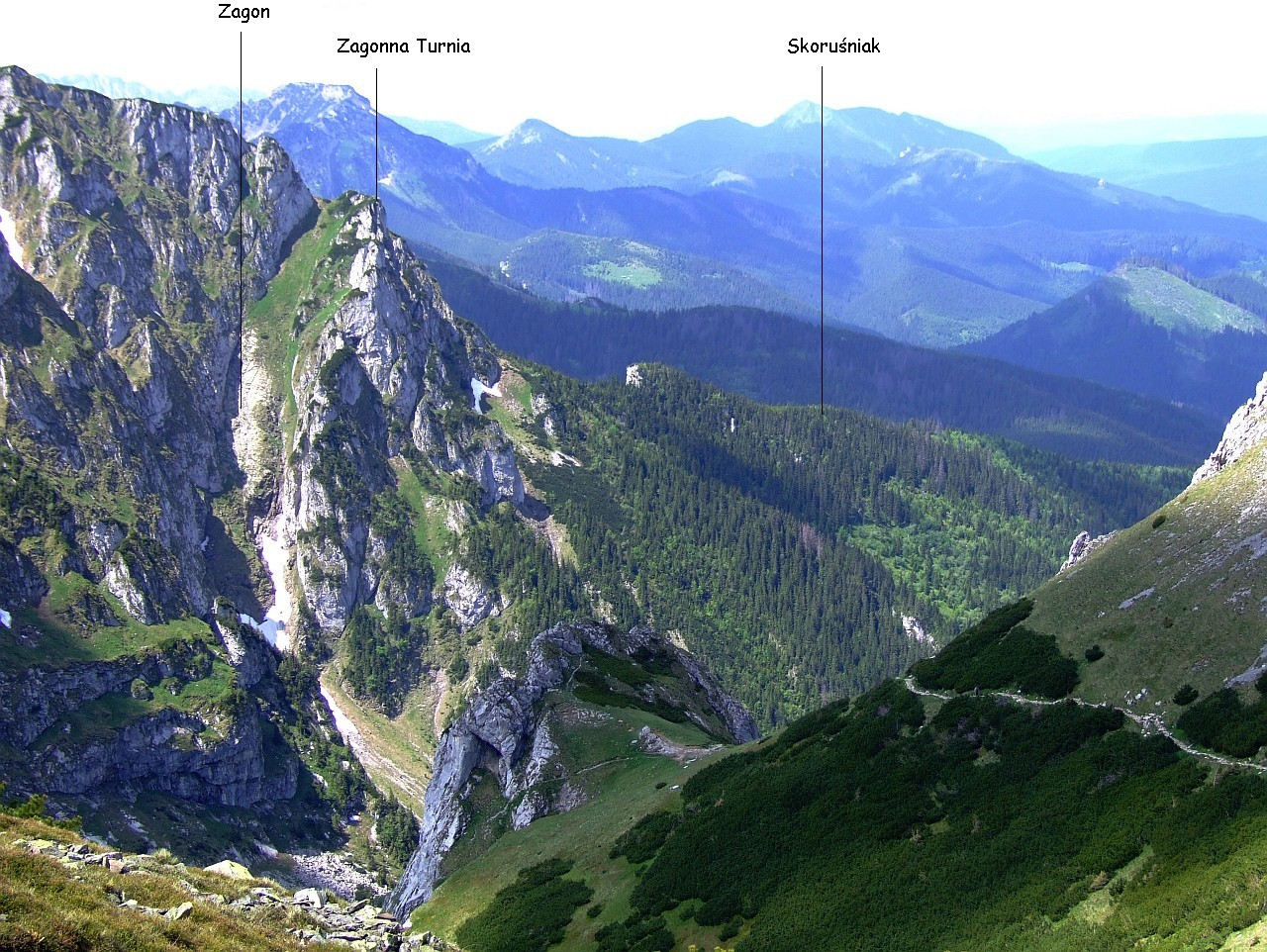
Północno-wschodnia ściana Zagonnej Turni w Dolinie Małej Łąki

## Opis jaskini
Główną częścią jaskini jest duża sala o nazwie Złomiska. Można się do niej dostać z otworu wejściowego niskim korytarzem, który prowadzi przez małą komórkę i zacisk. Ze Złomisk odchodzi kilkumetrowy, ciasny korytarzyk.

## Przyroda
W jaskini występuje w niewielkiej ilości mleko wapienne. Światło dociera do zacisku.
Mieszkają w niej prawdopodobnie nietoperze, gryzonie i inne zwierzęta.

## Historia odkryć
Jaskinię odkryli 22 czerwca 1959 roku M. Kruczek i S. Wójcik z Zakopanego.